# Li Auto L7
Li L7 (кит. 理想L7; піньїнь: Lǐxiǎng L7; літер «ідеальний L7») — це розкішний середньорозмірний кросовер-позашляховик із подовжувачем запасу ходу, вироблений китайським виробником Li Auto. Це четвертий автомобіль від виробника, а також третя модель L-серії, серії електричних позашляховиків з бензиновим двигуном, що діє як подовжувач запасу ходу, до якої входять аналогічні L9, L8 та L6.

## Огляд

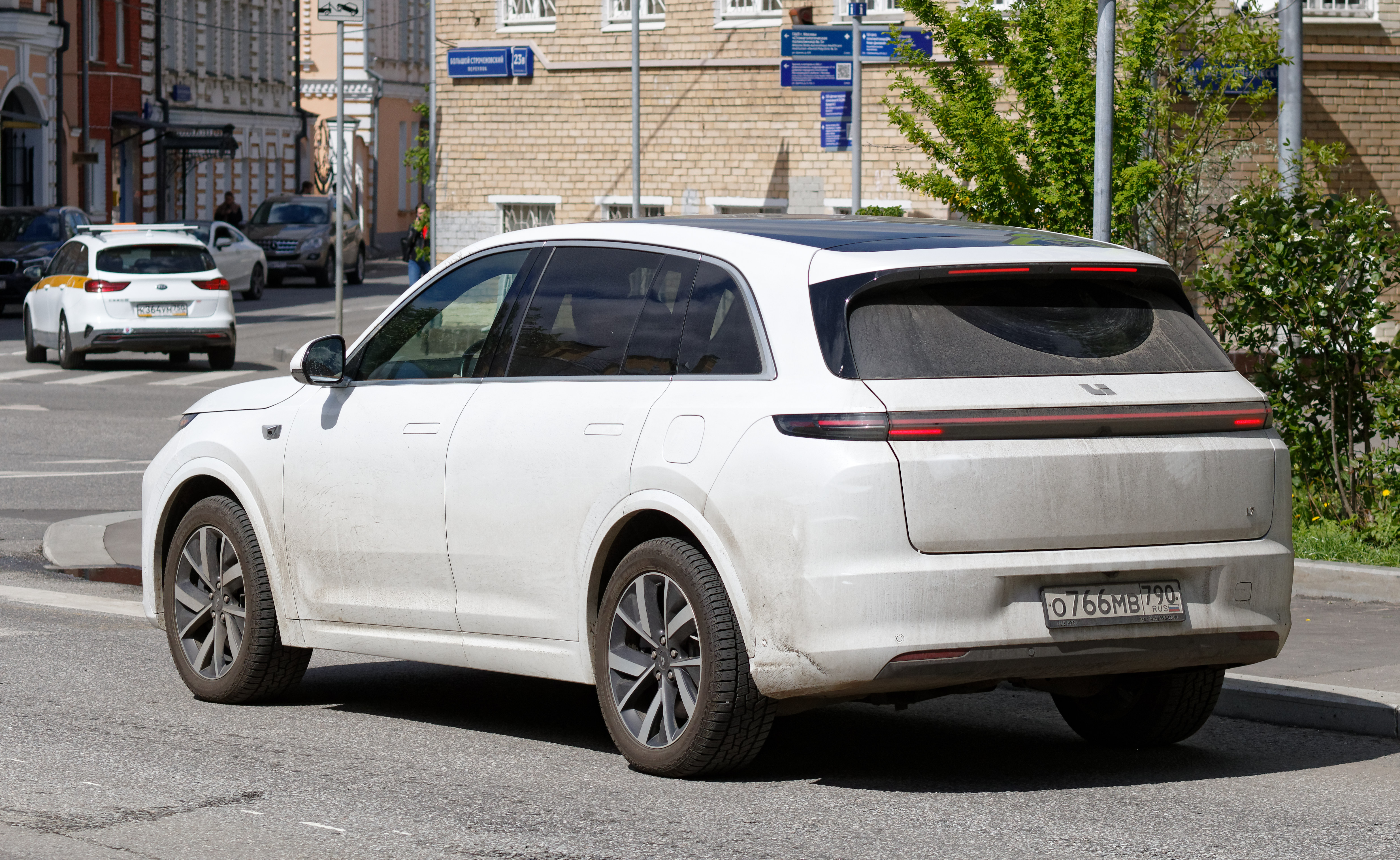
Li Auto L7 (2023-2024)

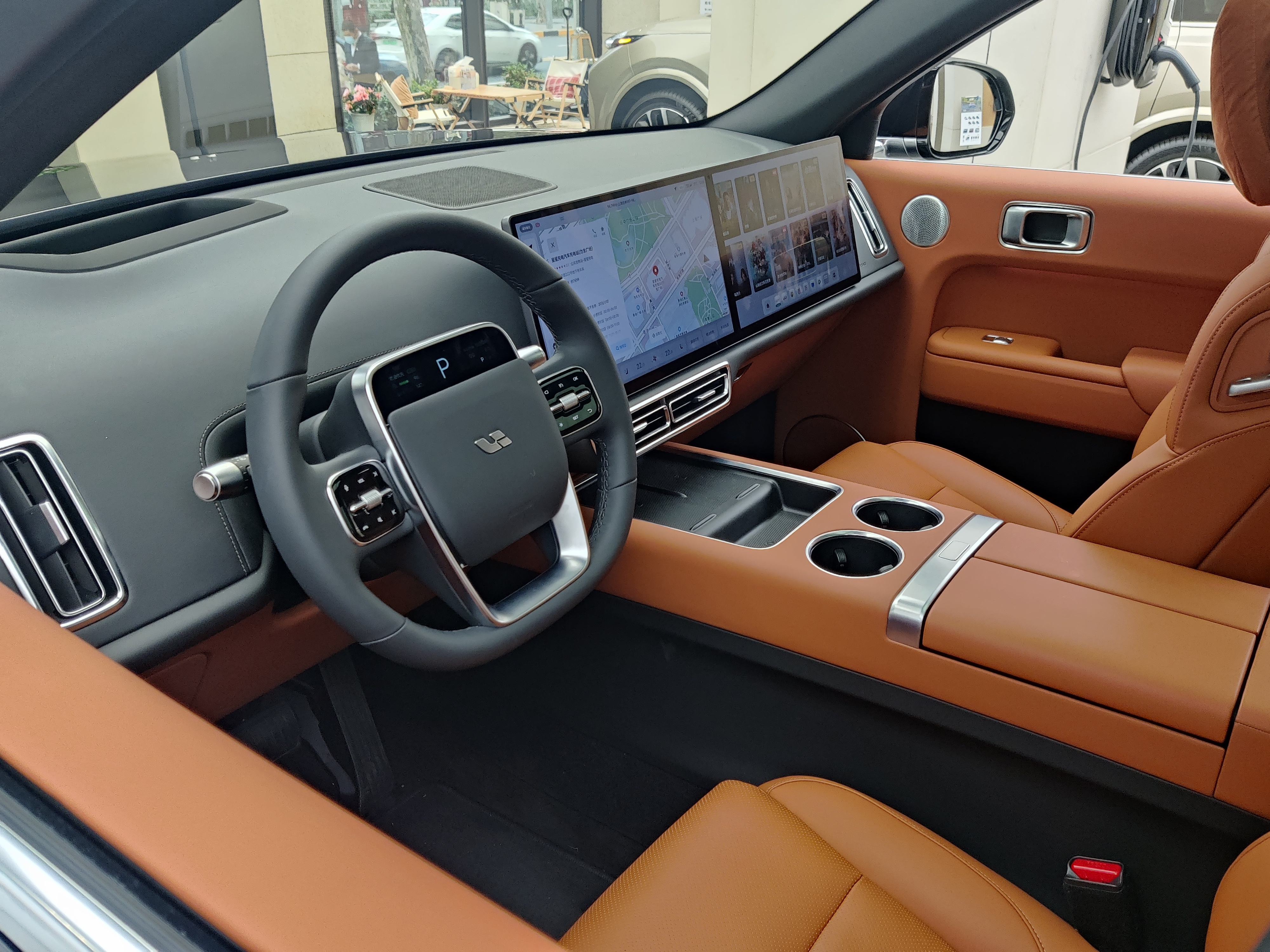

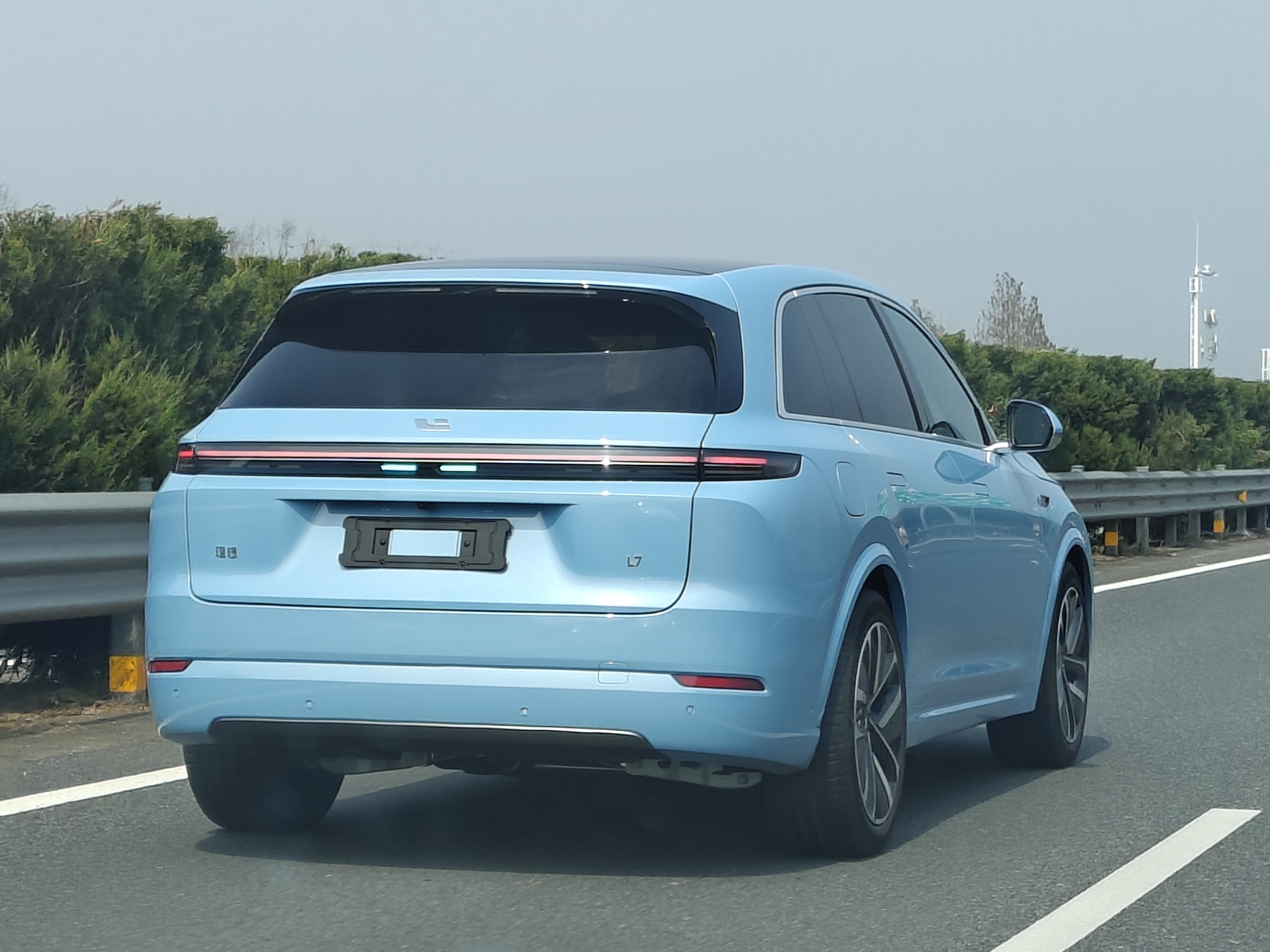
Li Auto L7 (з 2024)

Li L7 був представлений у вересні 2022 року, на той час як найдешевша та найменша модель компанії, з однаковою колісною базою з довшим Li L8. Під час своєї презентації Li L7 був доступний у трьох комплектаціях: Air, Pro та Max. З 2024 року стала доступна комплектація Ultra. Поставки L7 Pro та L7 Max розпочалися 1 березня, а поставки базової L7 Air розпочалися на початку квітня 2023 року.
Подібно до інших моделей Li L-серії, Li L7 використовує дизайнерську мову «Майбутнього авангарду», водночас виглядаючи нижчою та елегантнішою, ніж більші Li L8 та Li L9. Він постачається з опціональними 21-дюймовими колесами.
Моделі L7 Pro, L7 Max та L7 Ultra (з 2024 року) оснащені пневматичною підвіскою, що продається під назвою Li Magic Carpet, з п'ятьма регульованими висотами та трьома режимами підвіски: комфортним, стандартним та спортивним, тоді як L7 Air використовує простішу систему безперервного керування амортизацією (CDC).
Щодо своєї вдосконаленої системи допомоги водієві, L7 Air та L7 Pro оснащені системою автономного водіння Li AD Pro з чіпом Horizon Robotics Journey 5 з обчислювальною потужністю 128 TOPS, тоді як Li L7 Max використовує систему Li AD Max з двома чіпами Orin-X (508 TOPS). Обидві системи використовують алгоритмічну структуру, спільно розроблену Li Auto, Університетом Цінхуа та MIT.

## Продажі
| рік  | Китай   |
| ---- | ------- |
| 2023 | 134,089 |
| 2024 | 134,018 |